# 须婆经
须婆经，南传上座部佛教《巴利文大藏经》中的长部第十二部经。
该经讲述佛陀涅槃后，阿难应婆罗门须婆邀请说法。阿难讲述如何修行戒定慧，并认识四谛，最终得到解脱。须婆听闻后，决定皈依三宝，成为优婆塞。该经没有相应的汉译经典。